# Lineární urychlovač
Lineární urychlovač (zkráceně Linac z anglického Linear accelerator) je přístroj k urychlení elementárních částic, např. elektronů, který se využívá k ozařování zhoubných nádorů (radioterapie). Umožňuje vznik záření o vysoké energii, které dobře proniká i k hlouběji uloženým nádorům a méně poškozuje okolní tkáně. Lineární urychlovač se obecně skládá ze zdroje urychlovaných částic (iontový zdroj), urychlovacích elektrod, terčíku a urychlovací trubice.
Pro vědecké, medicínské a další účely je nutné použití částic urychlených na vysoké kinetické energie. Přírodní látky mají omezenou intenzitu a energii emitovaných částic, a proto je nutné urychlit částice uměle. Uměle urychlit lze pouze stabilní nabité částice (elektrony, protony, pozitrony). Částice bez náboje (neutrony) lze urychlit až sekundárně - interakcemi s urychlenými nabitými částicemi. Lineární urychlovače urychlují částice působením elektrického pole během pohybu částic po přímkové dráze. 

## Dělení
Lineární urychlovače lze dělit na elektrostatické (vysokonapěťové) a vysokofrekvenční. 

### Elektrostatické lineární urychlovače
Částice jsou emitovány do urychlovacího systému z iontového zdroje. V urychlovací trubici se nachází válcové kovové elektrody, mezi kterými postupně vzrůstá napětí. Mezery mezi elektrodami fokusují proud částic do úzkého svazku. Ten nakonec dopadá na terčík a tím je vyzářeno záření X (rentgenové). Nabité částice jsou urychlovány elektrostatickým polem na energii danou součtem napětí na jednotlivých elektrodách. K napájení urychlovacích elektrod se používá napětí od několika stovek kV až do 5 MV.

### Vysokofrekvenční lineární urychlovače
Oproti elektrostatickému urychlovači jsou zde válcové elektrody připojeny ke střídavému napětí. Liché válce jsou připojeny k jednomu pólu a sudé válce k druhému pólu. Je to efektivnější způsob urychlení než u elektrostatických urychlovačů, protože zde není zapotřebí tak vysokého napětí při napájecí elektrod. Střídavým napětím se během průchodu částice urychlovací trubicí mění polarita a částice je vždy urychlena v mezeře mezi elektrodami (k vlastnímu urychlení částic dochází pouze v mezerách). 